# 교차수
대수기하학에서 교차수(交叉數, 영어: intersection number)는 서로 다른 부분 대수다양체가 만나는 수를 중복도를 고려하여 센 것이다. 중복도를 적절히 고려해야지만 베주 정리 등이 성립하게 된다.

## 정의
{\displaystyle X}가 대수적으로 닫힌 체 {\displaystyle K}에 대한 비특이 준사영 대수다양체라고 하며, {\displaystyle \dim _{K}X=n}이라고 하고, {\displaystyle x\in X}라고 하자. {\displaystyle Z_{1},\dots ,Z_{n}\subset X}가 {\displaystyle X}의 {\displaystyle n}개의 초곡면(여차원이 1인 부분 대수 다양체)들이며, 이들이 {\displaystyle x} 근처에서 국소 방정식
{\displaystyle f_{i}(t_{1},\dots ,t_{n})=0\qquad (i=1,\dots ,n)}
으로 정의된다고 하자. 또한, 다음 조건들이 성립한다고 하자.
- {\displaystyle x\in \bigcap _{i=1}^{n}Z_{i}}. 즉, {\displaystyle f_{i}(x)=0\qquad (i=1,\dots ,n)}이다.
- {\displaystyle f_{i}}는 {\displaystyle x}에서 특이점을 갖지 않는다.
- (일반 위치 조건 영어: general position) {\displaystyle \dim _{x}\bigcap _{i=1}^{n}Z_{i}=0}

이 경우, {\displaystyle x}에서의 {\displaystyle \{Z_{i}\}_{i=1,\dots ,n}}의 교차수는 다음과 같다.
{\displaystyle (Z_{1},\dots ,Z_{n})_{x}=\dim _{K}{\mathcal {O}}_{X,x}/(f_{1},\dots ,f_{n})}
여기서 {\displaystyle {\mathcal {O}}_{X,x}}는 {\displaystyle X}의 구조층의 {\displaystyle x}에서의 줄기인 국소환이며, {\displaystyle (f_{1},\dots ,f_{n})}은 이들 다항식으로 생성되는 {\displaystyle {\mathcal {O}}_{X,x}}의 아이디얼이다. 이 아이디얼에 대한 몫환은 {\displaystyle K}-벡터 공간을 이루며, {\displaystyle \dim _{K}}는 {\displaystyle K}-벡터 공간으로서의 차원이다.
이제, 일반 위치에 있는 {\displaystyle Z_{i}}들의 교차수는 각 점에서의 교차수들의 합이다.
{\displaystyle (Z_{1}\cdots ,Z_{n})=\sum _{x\in \bigcap _{i}Z_{i}}(Z_{1}\cdots Z_{n})_{x}}
이는 유한함을 보일 수 있다.
효과적 인자들은 초곡면들의 형식적 선형 결합이므로, 일반 위치에 있는 효과적 인자의 교차수는 (일반 위치의) 초곡면들의 교차수를 선형으로 확대하여 정의한다. 임의의  인자는 두 효과적 인자의 차로 나타낼 수 있으므로, 일반 위치에 있는 인자들의 교차수는 효과적 인자의 교차수를 선형으로 확대하여 정의한다. 임의의 인자들의 집합은 저우 움직임 보조정리를 사용하여, 유리 동치인 일반 위치 인자로 대체할 수 있으므로, 이에 대하여 교차수를 정의할 수 있다.

## 참고 문헌
- Hartshorne, Robin (1977). 《Algebraic Geometry》. Graduate Texts in Mathematics (영어) 52. Springer. doi:10.1007/978-1-4757-3849-0. ISBN 978-0-387-90244-9. ISSN 0072-5285. MR 0463157. Zbl 0367.14001.